# Ermita de Sant Daniel (Calonge)
L'Ermita de Sant Daniel és una vella ermita, catalogada com a monument protegit i bé cultural d'interès local del municipi de Calonge al Baix Empordà.

## Descripció
L'edifici es troba a un promontori al mig del Pla de Calonge, adossat a una masia. La capella és d'una nau amb capçalera semicircular. La coberta està enfonsada. A la façana s'obre una porta amb pedra de senzill frontó, dues finestres rectangulars horitzontals emmarcades en pedra i un ull de bou al capdamunt. L'absis podria ser la part baixa d'una torre de defensa circular, segons el Col·legi d'Arquitectes de Catalunya (COAC). Els paraments són de pedra irregular i als angles hi ha carreus escairats. A l'interior es conserva l'arrencada d'una volta de rajola. La volta i el teulat van esfondrar-se i l'estructura de l'edifici s'ha fet malbé.

## Història
Per la seva posició estratègica amb vista sobre la badia i el pla, el lloc ja va ser habitat a l'època prehistòrica. L'ermita data dels segles xvi i xvii, quan l'Església catòlica durant la contrareforma tridentina va construir tot arreu sanctuaris nous per a mobilitzar la població i contenir la influència de la reforma protestant. Va ser abandonada com a edifici religiós a l'inici del segle xx. L'any 1961 s'hi trobà un capitell preromànic (segles IX-X) que segurament fou tret del monestir veí de Santa Maria del Collet, que en l'actualitat s'exposa al Petit Museu de la vila. La construcció va servir de galliner a la masia del costat, però en l'actualitat està desocupada.